# Неједнакост троугла
Неједнакост троугла једна је од најважнијих математичких неједнакости. Оригинално, везивана је за геометрију, конкретно чињеницу да је у троуглу збир дужина двеју произвољних страница увек већа од дужине преостале. Касније, ова идеја се проширила и на друге математичке просторе, првенствено на скуп реалних и скуп комплексних бројева и остале векторске просторе као особина норме, а потом је добила и своје уопштење на свим метричким просторима.

## Неједнакост троугла у Еуклидској геометрији
Још је Еуклид показао да су, у произвољном троуглу, две странице, надограђене једна на другу, веће дужине од треће. То је и објавио у првој књизи својих „Елемената”, и то као пропозицију 20. Математички записано, ако су {\displaystyle a}, {\displaystyle b} и {\displaystyle c} дужине трију различитих страница троугла, тада важи
{\displaystyle a+b>c\land b+c>a\land c+a>b}.
Јасно, збир дужина двеју страница никад не може бити једнак дужини треће, јер у том случају опажени троугао и не постоји, тј. у питању је само дуж — ово, између осталог, показује да је најкраће растојање двеју тачака управо дуж која их повезује. Такође, никада не може бити ни мања, што проистиче из особина метрика, јер се растојање у Еуклидском простору може посматрати као својеврсна метрика.
Неједнакост троугла се у случају Еуклидских простора може математичком индукцијом проширити и на произвољну полигонску (изломљену) линију. У овом облику, она казује да је дужина најкраћег пута између крајњих темена произвољне полигонске линије мања или једнака од збира дужина путева међу сваких двеју суседних темена, тј.
{\displaystyle d(x_{1},x_{n})\leq \sum _{i=1}^{n-1}d(x_{i},x_{i+1})}, где су {\displaystyle (x_{i})_{i=1}^{n}} темена полигонске линије, а {\displaystyle d} стандардно Еуклидско растојање.
Коначна последица овога је да је у произвољном полигону свака страница краћа од збира дужина свих осталих.

## Неједнакост троугла код векторских норми
Норма је функција {\displaystyle ||\bullet ||:V\to K} дефинисана над векторским простором {\displaystyle V}, којом се мери интензитет вектора у пољу скалара {\displaystyle K}. Да би нека функција била норма, мора, поред осталих, задовољити и услов неједнакости троугла, који гласи
{\displaystyle ||a+b||\leq ||a||+||b||}, где су {\displaystyle a} и {\displaystyle b} вектори векторског простора {\displaystyle V},
тј. интензитет збира вектора није већи од збира интензитета тих вектора. Ово се може проширити математичком индукцијом на произвољан број вектора, тако да гласи
{\displaystyle ||\sum _{i=1}^{n}x_{i}||\leq \sum _{i=1}^{n}||x_{i}||}, где су {\displaystyle (x_{i})_{i=1}^{n}} вектори.

## Неједнакост троугла на скупу комплексних и реалних бројева
Неједнакост троугла најпознатија је по својој примени на скупу реалних бројева, где се користи у облику законитости која се односи на апсолутну вредност збира бројева. Овде она гласи
{\displaystyle |a+b|\leq |a|+|b|}.
Ова неједнакост веома подсећа на ону са векторским нормама. То није случајно, јер се простор {\displaystyle \mathbb {R} } може схватити као векторски простор над самим собом, а апсолутна вредност је у том случају норма.
Ова неједнакост се, међутим, може увидети и на други начин — преко скупа комплексних бројева. Они се, наиме, дефинишу као посебан векторски простор над пољем {\displaystyle \mathbb {R} }, и представљају пандан пољу {\displaystyle \mathbb {R} ^{2}}, са нешто другачијом дефиницијом операције множења, али се сматрају и пољем. Над овим пољем уводи се операција модуловања, и то као
{\displaystyle |z|={\sqrt {(Rez)^{2}+(Imz)^{2}}}}, за {\displaystyle z} произвољан комплексан број.
Ово умногоме подсећа на дефиницију Еуклидског растојања, код увођења координатног система. И код операције модула важи неједнакост троугла, тј.
{\displaystyle |z+w|\leq |z|+|w|}, за {\displaystyle z} и {\displaystyle w} комплексне бројеве.
С обзиром да је скуп комплексних надскуп скупа реалних бројева, из дефиниције модула и апсолутне вредности се лако види да неједнакост троугла код реалних бројева проистиче из неједнакости за комплексне. Узрок овоме је чињеница да реални бројеви заправо комплексни код којих је имагинарни део броја једнак нули.

## Неједнакост троугла код општих метричких простора
У метричком простору {\displaystyle (M,d)}, да би пресликавање {\displaystyle d} било метрика, мора да испуњава, између осталих, услов неједнакости троугла који у овом случају гласи
{\displaystyle d(x,y)\leq d(x,z)+d(z,y)}, где су {\displaystyle x}, {\displaystyle y} и {\displaystyle z} произвољни елементи скупа {\displaystyle M}.

## Обратна неједнакост троугла
Оригинални став неједнакости троугла казује да је дужина сваке странице већа од разлике дужина осталих двеју. У геометријском слислу ово значи да за {\displaystyle a}, {\displaystyle b} и {\displaystyle c} дужине трију страница троугла важи
{\displaystyle |a-b|<c}.
У случају норме код векторских простора то, за {\displaystyle a} и {\displaystyle b} произвољне векторе, гласи
{\displaystyle {\bigg |}||a||-||b||{\bigg |}\leq ||a-b||},
односно, за модуо комплексних бројева, па и апсолутну вредност реалних, ово, за  и  комплексне (или реалне) бројеве, изгледа
{\displaystyle {\bigg |}|a|-|b|{\bigg |}\leq |a-b|}.
Код метричких простора, ово, пак, изгледа као
{\displaystyle |d(x,z)-d(y,z)|\leq d(x,y)}.